# Дамс, Филип
Филип Дамс (нидерл. Filip Daems; 31 октября 1978, Тюрнхаут, Бельгия) — бельгийский футболист, игравший на позиции левого защитника.

## Карьера
Начинал тренироваться в бельгийском «Алберта Гел», откуда в 11 лет перешёл в «Вербрудеринг Гел». Первый профессиональный контракт подписал с клубом «Льерс» в 1998 году. После трёх сезонов за клуб, где он стал игроком основного состава и провёл 83 матча, в которых забил три мяча, Филип решил сменить клуб и подписал контракт с турецким «Генчлербирлиги», за который выступал в течение четырёх сезонов и откуда попал в национальную сборную Бельгии.
В январе 2005 года подписал трёхлетний контракт с мёнхенгладбахской «Боруссией», которая заплатила за него 300 тысяч евро и за которую выступает до сих пор, являясь одним из старожилов команды. 29 января 2005 года дебютировал в Бундеслиге в гостевом матче 19-го тура против дортмундской «Боруссии», который закончился вничью 1:1. Филип вышел на поле в стартовом составе и был заменён Марселем Янсенем на 58-й минуте. Всего в своём первом сезоне провёл 11 игр за клуб. Второй сезон он начал также в основном составе — 22 игры в чемпионате. А вот третий сезон в составе мёнхенгладбахцев не заладился: перед началом сезона Филип получил тяжёлую травму. Проведя в октябре 2006 года операцию на травмированной пяточной кости, он было пошёл на поправку, но всё равно чувствовал болевые ощущения. В феврале 2007 года ему провели повторную операцию.
Из-за всего этого Филип пропустил весь чемпионат.
Сезон 2007/08 «Боруссия» проводила во второй Бундеслиге и именно в тех матчах Филип проявил себя как один из лидеров команды, очень уверенно проведя игры чемпионата.
Перед сезоном 2009/10 на сборах получил травму колена, из-за чего пропустил весь первый круг чемпионата.
В январе 2009 года был выбран капитаном «Боруссии».

## Карьера в сборной
В 2004 году Филип дебютировал в сборной Бельгии. 31 марта он вышел на поле в товарищеском матче против национальной команды Германии. Матч закончился разгромным поражением бельгийцев со счётом 3:0, Филип же на 46-й минуте заменил Джонатана Блондела. На данный момент он провёл за сборную семь матчей.

## Личная жизнь
Несмотря на то, что Филип играл в Германии, он продолжал жить в родной Бельгии. Несмотря на то, что «Боруссия» выделила ему квартиру в Мёнхенгладбахе, он в течение нескольких лет ездил по 140 км туда и обратно.

## Статистика выступлений
| Сезон     | Команда                  | Лига               | Матчи | Голы |
| --------- | ------------------------ | ------------------ | ----- | ---- |
| 1998/99   | Льерс                    | Лига Жюпиле        | 27    | 1    |
| 1999/00   | Льерс                    | Лига Жюпиле        | 26    | 1    |
| 1999/00   | Вестерло                 | Лига Жюпиле        | 2     | 0    |
| 2000/01   | Льерс                    | Лига Жюпиле        | 30    | 1    |
| 2001/02   | Генчлербирлиги           | Турецкая суперлига | 27    | 2    |
| 2002/03   | Генчлербирлиги           | Турецкая суперлига | 27    | 7    |
| 2003/04   | Генчлербирлиги           | Турецкая суперлига | 29    | 2    |
| 2004/05   | Генчлербирлиги           | Турецкая суперлига | 15    | 2    |
| 2004/05   | Боруссия (Мёнхенгладбах) | Бундеслига         | 11    | 0    |
| 2005/06   | Боруссия (Мёнхенгладбах) | Бундеслига         | 22    | 0    |
| 2006/07   | Боруссия (Мёнхенгладбах) | Бундеслига         | 0     | 0    |
| 2007/08   | Боруссия (Мёнхенгладбах) | Вторая Бундеслига  | 27    | 1    |
| 2008/09   | Боруссия (Мёнхенгладбах) | Бундеслига         | 33    | 2    |
| 2009/10   | Боруссия (Мёнхенгладбах) | Бундеслига         | 18    | 1    |
| 1998—2010 | Итого                    | Везде              | 294   | 20   |